# Park Avenue
A Park Avenue egy észak-déli irányú széles sugárút a New York-i Manhattan városrészben. Nyugaton a Madison sugárúttal, keleten a Lexington sugárúttal párhuzamosan fut. Ez Manhattan egyik legdrágább lakókörzete, mivel az Upper East Side-on halad keresztül. A sugárút közepén elhelyezkedő zöld szigeteket a sugárút számára létrehozott alapítvány támogatta. A „szigetek” főképp begóniával vannak teleültetve, mivel azok jól bírják a víztelenséget és a nagy meleget.

## Útvonala
A sugárút a Bowery városrésznél kezdődik. Egy részét  Negyedik sugárútnak hívják a 8. utcánál lévő Cooper Square-től a 14. utcánál lévő Union Square-ig. A 14. utcától északra több, 1811-ben megtervezett sugárúttal együtt halad. A 14. utcától a 17. utcáig a Union Square keleti határát alkotja és az a Union Square East, a 17. utcától a 32. utcáig a Park Avenue South néven ismert. A 32. utca felett csak Park Avenue néven emlegetik. 
A 33. és a 40. utca között a Murray Hill alagút fut a sugárúton. A 40. utcánál az alagút kétfelé ágazik, az egyik a központi Pályaudvar felé halad tovább, a másik a MetLife (Pan Am) épület felé. Ahogy a Központi Pályaudvar épületéhez ér, több üvegdobozszerű felhőkarcoló szegélyezi, melyek több nemzetközi cég székhelyeit rejtik magukban. a Pályaudvartól a 97. utcáig az északi metró vonala húzódik alatta. A sugárúton a 97. utcánál van egy híd is (Park Avenue Viaduct). 
A Park Avenue a 132. utcánál ér véget.
A következő nagy cégeknek van székháza vagy irodája a Park Avenue-n:
- Alcoa
- Americas Society
- Asia Society
- Bankers Trust
- The Blackstone Group
- Boston Consulting Group
- Bristol Myers Squibb
- Citigroup
- Consulate General of Japan
- Colgate-Palmolive
- Deutsche Bank
- Environmental Defense Fund
- Hunter College
- ING Clarion
- JPMorgan Chase & Co.
- KPMG
- Major League Baseball
- M&T Bank
- MetLife
- Mutual of America
- Needham & Company
- New York Life
- Sanofi-Aventis
- Scandinavia House
- Seligman
- Vivendi SA
- UBS
- The Waldorf-Astoria Hotel

## Galéria

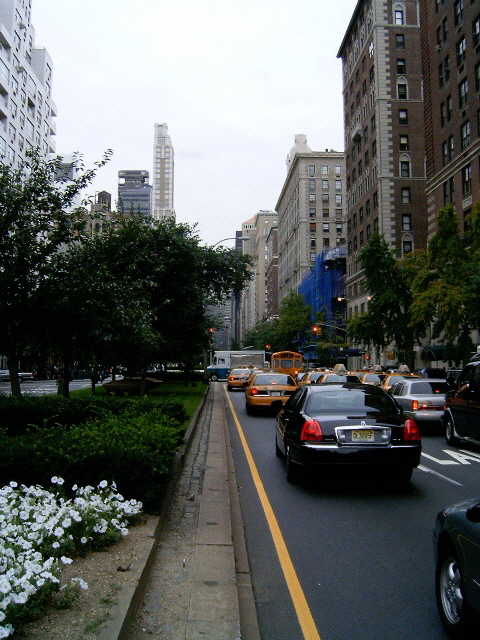
A Park Avenue az Upper East Side-on
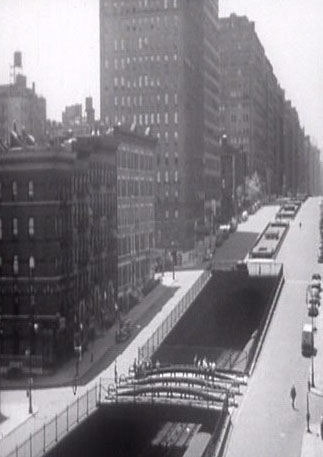
A Park Avenue alagút 1941-ben
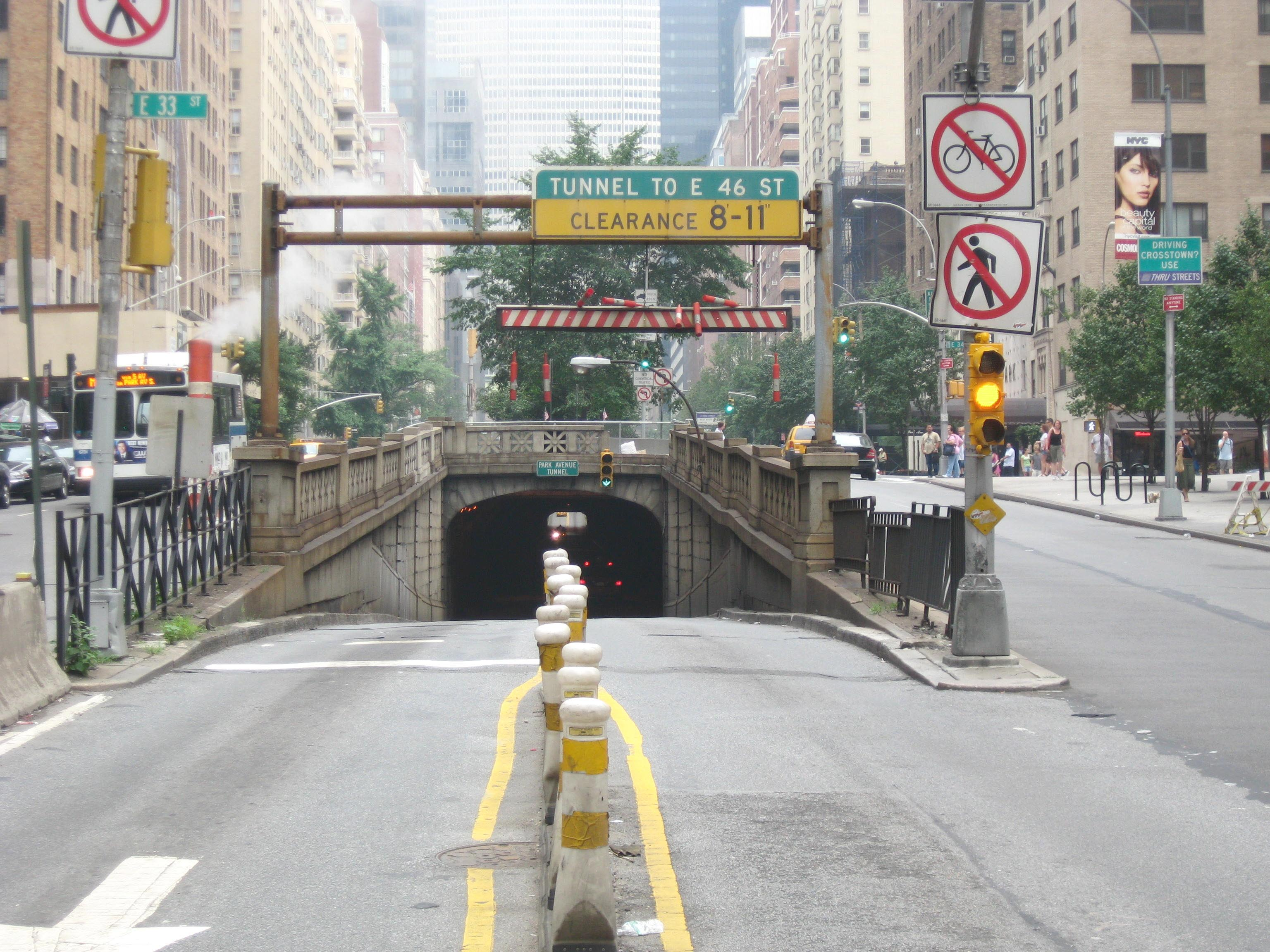
A Murray Hill alagút kijárata
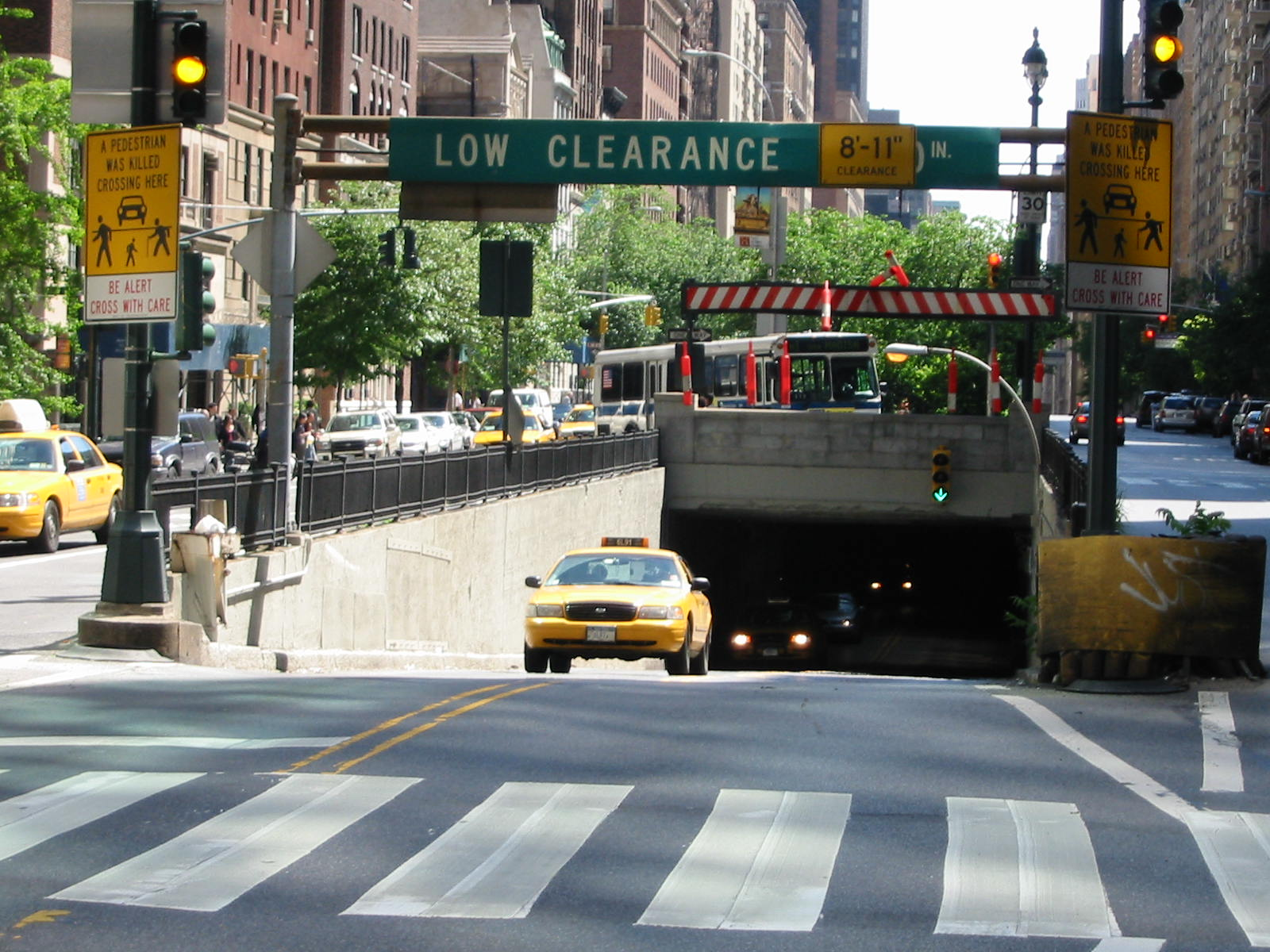
A Murray Hill alagút bejárata
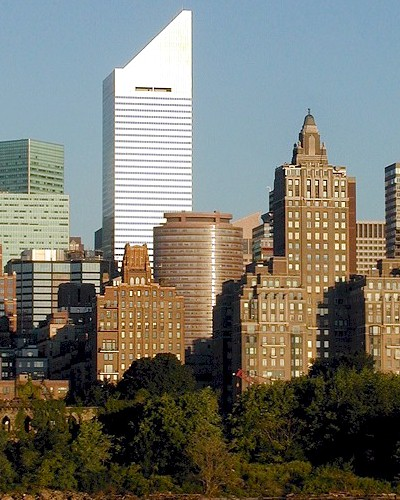
A Citigroup székháza a 399-es szám alatt
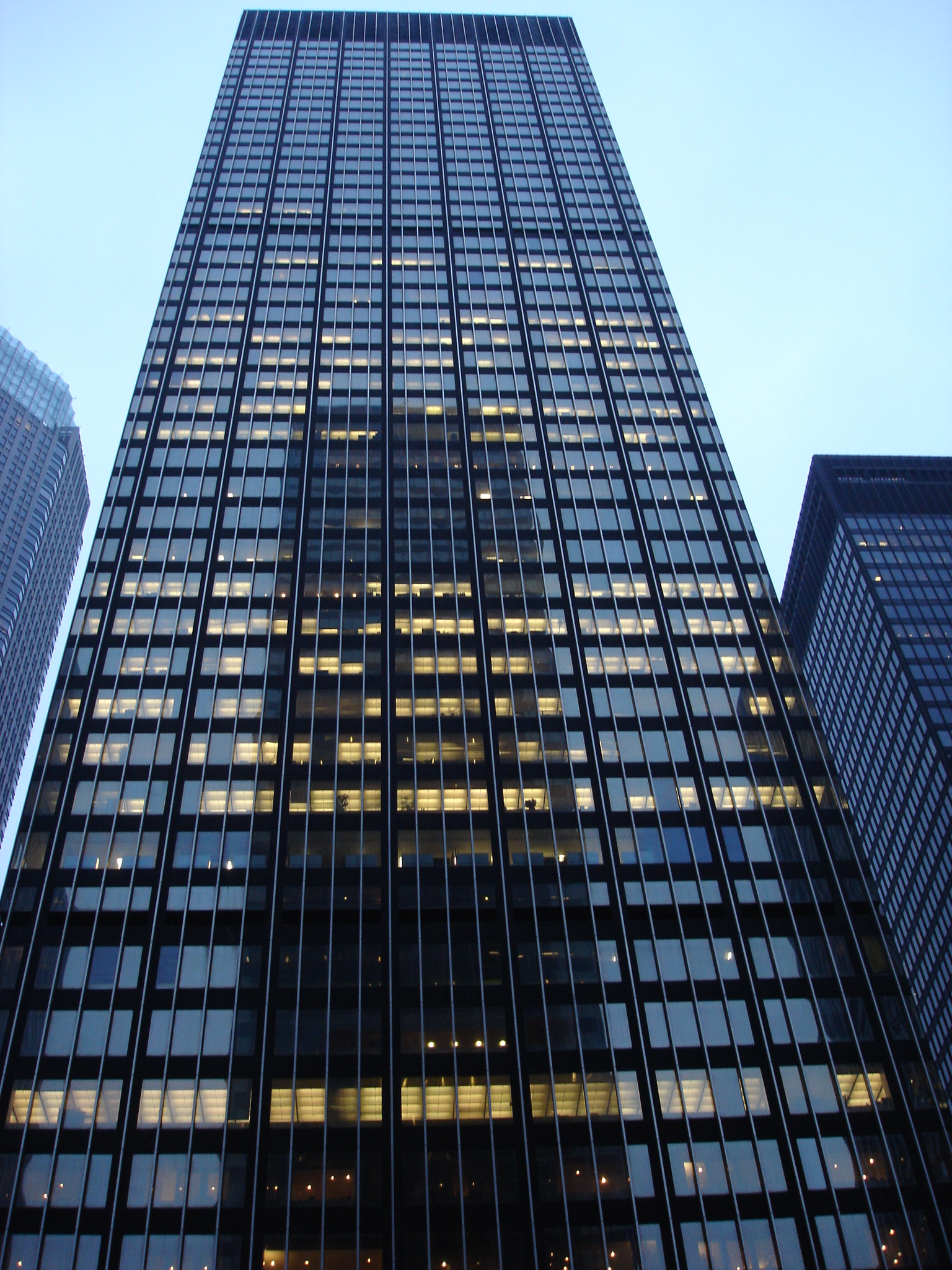
A JPMorgan ház a 270-es szám alatt
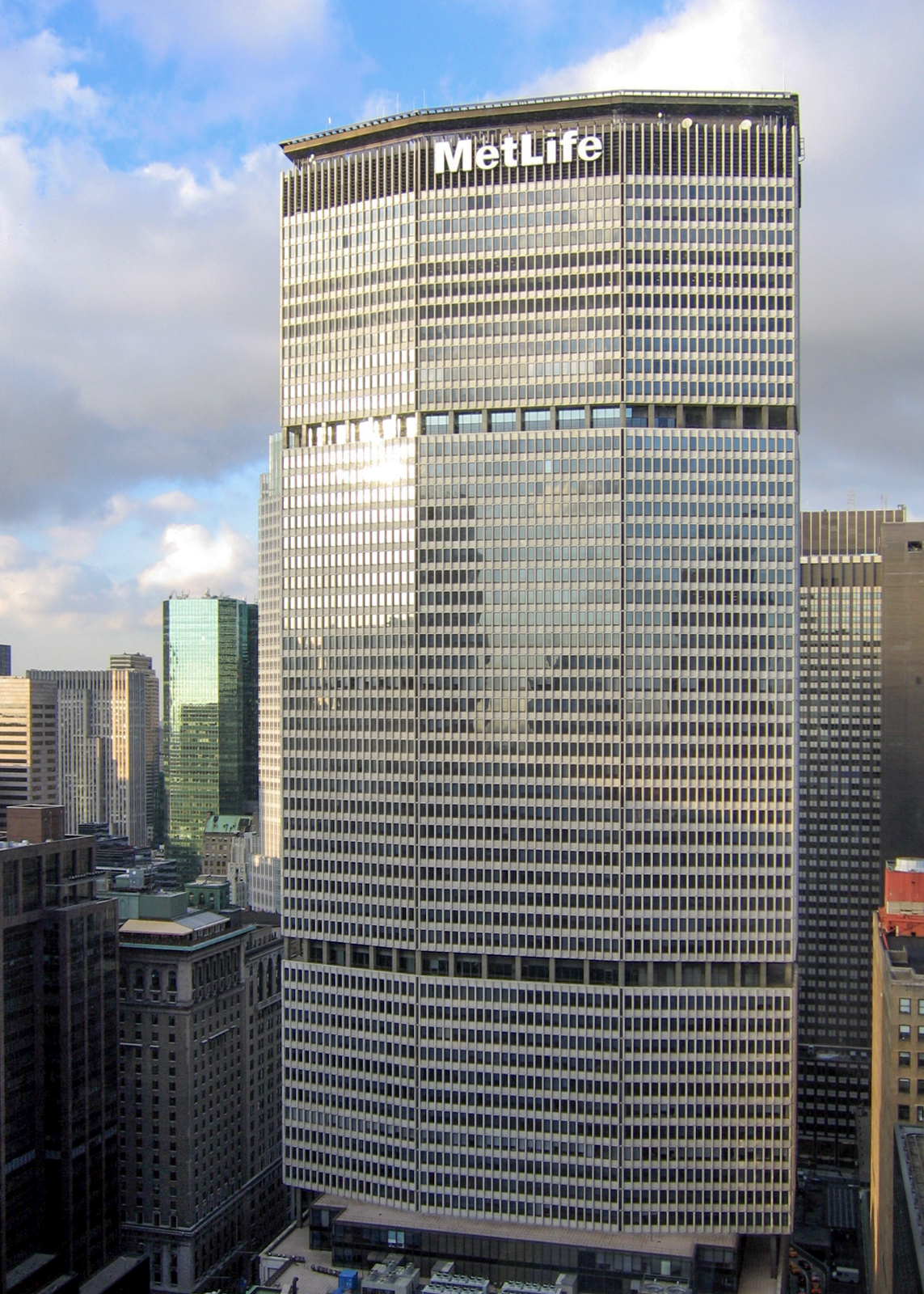
A MetLife épület a 200-as szám alatt
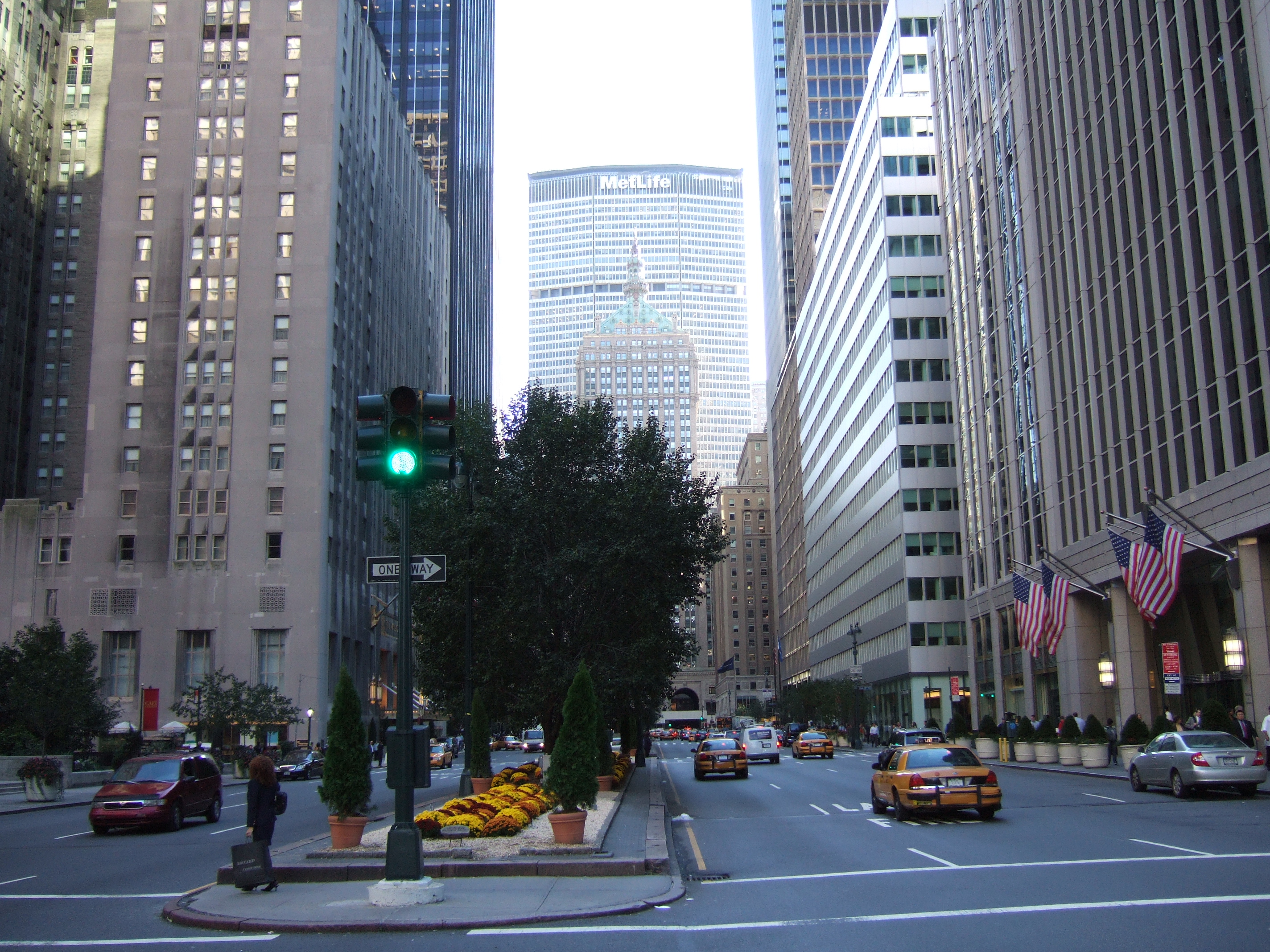
Park Avenue and 51st Street